# Ian Roberts (rugbista)
Ian Roberts (Londra, 31 luglio 1965) è un attore ed ex rugbista a 13 australiano della Nazionale australiana.
Ha giocato come seconda linea nei club South Sydney, Sea Eagles e N. Queensland Cowboys. Verso la fine della sua carriera professionistica ha annunciato la propria omosessualità, diventando la prima persona a farlo nella storia del rugby, guadagnando l'attenzione dei media in Australia e nel mondo. Dopo la carriera sportiva ha intrapreso la carriera da attore.

## Biografia
Nato in Gran Bretagna ma cresciuto in Australia, con le giovanili dei South Sydney Rabbitohs ha fatto il suo debutto nel 1986 durante la Winfield Cup, successivamente ha fatto cinque apparizioni con il City Origin Team. Nel 1990 firma un contratto con i Manly-Warringah Sea Eagles. Dopo il trasferimento dai Rabbitohs ai Manly ha rapidamente giustificato il suo valore partecipando alla State of Origin e debuttando contro la Nuova Zelanda.
Qualche anno dopo, Roberts ha firmato con la Super League, nonostante la sua squadra e allenatore Bob Fulton rimasero fedeli all'Australian Rugby League. Roberts ha saltato stagione 1996 a causa di infortuni e una disputa contrattuale connessi ad un querelle nella Super League. Nel 1997, Roberts ha firmato con i North Queensland Cowboys, trasferendosi a Townsville. Nel 1998 la sua carriera è stata segnata da numerosi infortuni.
Nel 2000, Roberts è stato premiato con la medaglia dello sport australiano per il suo contributo a livello internazionale nella lega australiana di rugby. Nel 2005 è stato nominato uno dei 25 più grandi giocatori del Nuovo Galles del Sud.

### Vita dopo la carriera sportiva
Nel 1995 Roberts ha pubblicamente annunciato la propria omosessualità, discutendo la sua sessualità su riviste e in televisione. È stato supportato dal mondo del rugby, sostenendo quanto fosse importante per essere "fedele a te stesso". Successivamente è apparso in campagna pubblicitaria contro l'omofobia indetta dal Lesbian and Gay Anti-Violence Project. Roberts è stato elogiato per aver messo in discussione il legame tra omosessualità e sport. Sull'argomento e sul suo coming out Paul Freeman ha scritto un libro, Ian Roberts - Finding Out.
Nel 2005 partecipa a Dancing with the Stars, edizione australiana di Ballando con le stelle, dove balla con Natalie Lowe, classificandosi secondo. Nell'aprile del 2007 appare in copertina sulla rivista The Advocate, dove in un'intervista al giornalista Michael Rowe racconta la sua storia.

### Carriera da attore
Terminata la carriera professionistica da rugbista nel 1998, inizia a studiare recitazione presso la National Institute of Dramatic Art di Sydney. Nel 2005 ottiene un piccolo ruolo nel film australiano Little Fish, con Cate Blanchett e Hugo Weaving, nel 2006 partecipa a Superman Returns di Bryan Singer, dove interpreta Riley uno degli scagnozzi di Lex Luthor. Successivamente prende parte a varie produzioni televisive, tra cui la miniserie televisiva Underbelly: A Tale of Two Cities, nel 2009 recita al fianco di Rachael Taylor e Martin Henderson in Cedar Boys.